# Crocidura parva
Crocidura parva és una espècie de mamífer eulipotifle de la família de les musaranyes (Soricidae). És endèmica de l'illa indonèsia de Sulawesi, on viu a altituds d'entre 1.700 i 2.500 msnm. L'holotip tenia una llargada de cap a gropa de 101 mm, la cua de 41 mm, les potes posteriors de (1)2 mm i les orelles de 7 mm. Pesava 3,9 g. Té el pelatge de color gris marronós a marró fosc. El seu nom específic, parva, significa ‘petita’ en llatí. Com que fou descoberta fa poc, l'estat de conservació d'aquesta espècie encara no ha estat avaluat formalment.